# 佩特·班納塔
佩特·班納塔（Pat Benatar），(本名 Patricia Mae Andrzejewski，生於1953年1月10日—) 是一位杰出的美國歌手和詞曲作家。她在美國擁有兩張多白金專輯、五張白金專輯，以及15首打入告示牌百大單曲榜前40名的單曲；在加拿大，她擁有八張白金專輯，全球專輯銷量更是超過3600萬張。班納塔是四屆葛萊美獎得主，並於2022年11月榮獲入選搖滾名人堂的殊榮，鞏固了她在音樂歷史上的地位。
她於1979年發行的首張專輯《In the Heat of the Night》在北美市場，特別是在加拿大，取得了驚人的突破，專輯在排行榜上名列第三。專輯中的兩首熱門單曲《Heartbreaker》和《We Live for Love》引起廣泛關注，其中後者由她的主音吉他手兼未來的丈夫尼爾·吉拉爾多創作。她的第二張專輯《Crimes of Passion》（1980年）成為她最成功的作品之一，該專輯在北美和法國的排行榜上名列第二，並在美國和加拿大分別獲得4×和5×白金認證。單曲《Hit Me with Your Best Shot》在美國和加拿大進入前十，成為她的代表作之一，深受樂迷喜愛。她的第三張專輯《Precious Time》（1981年）同樣取得了顯著成功，登上了美國專輯榜的榜首，並成為她在澳大利亞首張進入前十名的專輯。單曲《Fire and Ice》在美國和加拿大的排行榜上表現亮眼，深受樂迷喜愛。隨後發行的專輯《Get Nervous》（1982年）雖然銷量略遜於之前的兩張專輯，但仍然包含了北美熱門單曲《Shadows of the Night》，展現了她持續的音樂魅力。
1983年，她的音樂風格開始向更為大氣的流行音樂轉變。單曲《Love Is a Battlefield》成為她在多數國家最成功的作品之一，在荷蘭、澳大利亞和美國搖滾榜上名列第一，而在美國百強單曲榜上則排名第五。專輯《Live from Earth》在澳大利亞、德國和荷蘭大受歡迎。1984年，她發行了專輯《Tropico》及其主打單曲《We Belong》，該單曲在多個國家進入前十名，並在美國百強單曲榜上同樣名列第五，進一步鞏固了她在音樂界的地位。
她在1985年發行的專輯《Seven the Hard Way》銷售成績不佳，但其中兩首回歸搖滾風格的單曲《Invincible》（北美十大熱門單曲）和《Sex as a Weapon》仍然引起了廣泛關注。隨後的專輯《Wide Awake in Dreamland》（1988年）標誌著她在加拿大和澳大利亞的銷量復甦，並成為她在英國最暢銷的作品之一。搖滾歌曲《All Fired Up》在加拿大、澳大利亞和美國取得了相當大的成功。從1991年至2003年間，她又發行了四張專輯，繼續在音樂界留下深刻印記。

## 早期生活
佩特·班納塔（Pat Benatar）於1953年1月10日出生在紐約市布魯克林的綠點區，原名為Patricia Mae Andrzejewski。她的母親米爾德里德（娘家姓納普，1928-2016）是一名美容師，父親安德魯·安傑耶夫斯基（Andrzej，1926-2009）則是一名鈑金工人。父親擁有波蘭血統，母親則有德國、英國和愛爾蘭的血統。後來，她的家人搬到了紐約州林登赫斯特的北漢密爾頓大道，這是一個位於長島巴比倫鎮的村莊。
班納塔原本計劃進入茱莉亞音樂學院學習花腔，但最終決定轉而在石溪大學攻讀健康教育。在19歲時，她輟學並嫁給了她的高中戀人丹尼斯·貝納塔（Dennis Benatar）。他曾應徵入伍，並在南卡羅來納州的傑克遜堡接受訓練，隨後在馬薩諸塞州的德文斯堡服役，最後於1973年駐紮於維吉尼亞州[[李堡]]之前，她在維吉尼亞州里奇蒙附近擔任銀行出納員。

## 個人生活
帕特·班納塔（Pat Benatar）於1972年19歲時與她的高中戀人丹尼斯·貝納塔（Dennis Benatar）結婚，但二人於1979年離婚。後來，她與主音吉他手尼爾·吉拉爾多（Neil Giraldo）結為夫妻。他們有兩個女兒，現居加利福尼亞州馬里布。她的兩個女兒海莉（Haley）和哈娜·吉拉爾多（Hana Giraldo）曾分別在2005年底和2022年初出演了E!電視真人秀節目《Filthy Rich: Cattle Drive》和《Relatively Famous: Ranch Rules》，這兩檔節目於2005年底和2022年初播出。
儘管貝納塔和吉拉爾多都是羅馬天主教徒，但由於班納塔之前的婚姻，兩人並未在教會內舉行婚禮。1982年2月20日，就在第24屆葛萊美獎頒獎典禮前幾天，他們在夏威夷 Wainanalua 由非教派的亨利·卡胡拉牧師（Rev. Henry Kahula）主持下舉行了婚禮。
1. ↑   (新闻稿). Recording Industry Association of America. August 11, 2008  [June 14, 2012]. （原始内容存档于August 18, 2008）.
2. ↑  .   [June 14, 2012]. （原始内容存档于October 6, 1999）.
3. ↑  James, Carolyn. ["Pat Benatar gets key to Babylon Town: Former resident honored for outstanding achievement"], The Beacon, August 22, 2002
4. ↑  Ollison, Rashod. . pilotonline.com.   [November 15, 2017]. （原始内容存档于November 15, 2017）.
5. ↑  Kappatos, Nicole. . Richmond Times-Dispatch. April 11, 2017  [April 11, 2017]. （原始内容存档于2024-02-07） （英语）.
6. ↑  . Eonline.com.   [March 24, 2022]. （原始内容存档于2025-02-14）.
7. ↑  . Msn.com.   [March 24, 2022]. （原始内容存档于2022-10-26）.
8. ↑  Benatar, Pat; Cox, Patsi Bale. . HarperCollins. 2010-06-15: 120–124. ISBN 978-0-06-195377-4 （英语）.